# سولاک‌لی (یورغیر)
سولاک‌لی (به ترکی استانبولی: Solaklı) یک منطقهٔ مسکونی در ترکیه است که در یورغیر واقع شده‌است.